# Oxygène
Oxygène је албум инструменталне електронске музике. Албум је издао француски композитор Жан Мишел Жар. Први пут је објављен у Француској у децембру 1976. за Полидор.
Жар је снимио албум у својој кући коришћењем различитих аналогних синтисајзера и других електронских инструмената и ефеката. Убрзо је постао популаран, а био је веома утицајан у развоју електронске музике. То је први велики успех Жара у каријери. Албум је описан и као водећи у такозваној „синтисајзер револуцији седамдесетих година 20. века“.

## Листа песама
Све песме је компоновао Жан Мишел Жар.
1. "Oxygène Part I" – 7:40
2. "Oxygène Part II" – 7:37
3. "Oxygène Part III" – 3:24
4. "Oxygène Part IV" – 4:06
5. "Oxygène Part V" – 10:26
6. "Oxygène Part VI" – 6:24